# Veberöds distrikt
Veberöds distrikt är ett distrikt i Lunds kommun och Skåne län.
Distriktet ligger sydost om Lund.

## Tidigare administrativ tillhörighet
Distriktet inrättades 2016 och utgörs av socknen Veberöd i Lunds kommun
Området motsvarar den omfattning Veberöds församling hade vid årsskiftet 1999/2000.